# Standard 11.6
La 11.6 è un'autovettura prodotta dalla Standard dal 1920 al 1924.

## Contesto
Il modello possedeva un motore in linea a quattro cilindri e valvole in testa. La cilindrata era 1.598 cm³. L'alesaggio e la corsa erano, rispettivamente, 68 mm e 110 mm. La carrozzeria era torpedo.
La 11.6 fu la prima vettura Standard ad avere montato un motore a valvole in testa. Nel 1927 esse vennero abbandonate temporaneamente a favore delle valvole laterali. La Standard installò motori con quest'ultima configurazione fino al 1947, quando tornò a montare propulsori a valvole in testa.